# NGC 3561
NGC 3561 ist eine linsenförmige Galaxie im Sternbild Ursa Major. Die Galaxie interagiert mit der Spiralgalaxie NGC 3561A und bildet das Galaxienpaar Arp 105. Das System ist etwa 392 Mio. Lichtjahre von der Milchstraße entfernt. Halton Arp gliederte seinen Katalog ungewöhnlicher Galaxien nach rein morphologischen Kriterien in Gruppen. Diese Galaxie gehört zu der Klasse Elliptischer Galaxien mit Verbindung zu Spiralen (Arp-Katalog).
Das Objekt wurde am 30. März 1827 von John Herschel entdeckt.